# Aftontrast
Aftontrast (Turdus pelios) är en fågel i familjen trastar inom ordningen tättingar. Den förekommer i Afrika söder om Sahara. Beståndet anses vara livskraftigt.

## Utseende och läte
Aftontrasten är gråbrun ovan med gul näbb. Undersidan varierar geografiskt, från beige till grått eller rostrött. Sången är en vacker och varierad serie med pratiga visslingar och drillar som kan pågå under lång tid utan paus. Arten är lik abessintrasten, men är generellt ljusare med ljusare gul näbb.

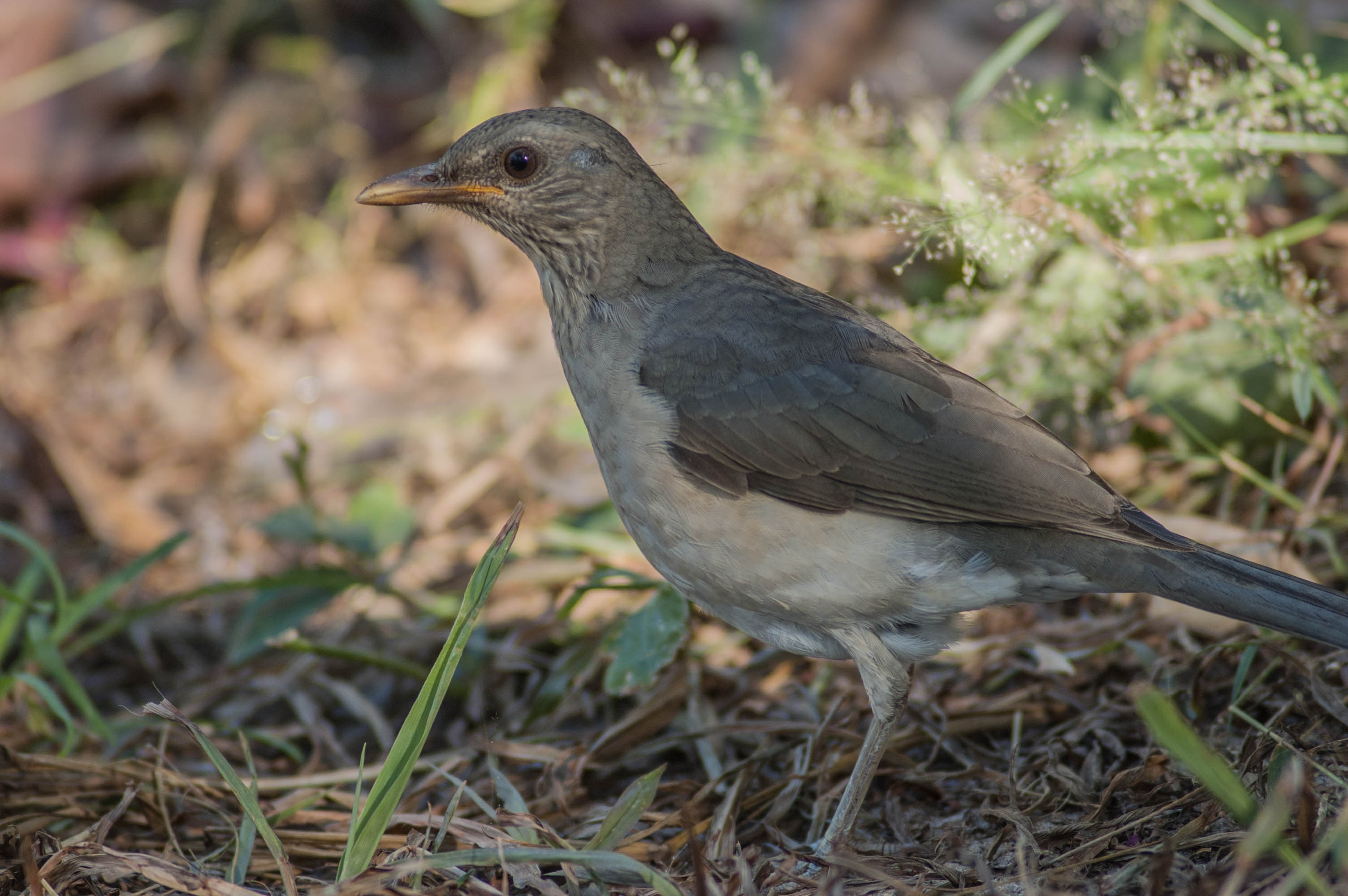

## Utbredning och systematik
Aftontrasten har en vid utbredning i Afrika söder om Sahara, från Senegal i nordväst till Zambia i syd. Den delas in i tre grupper av tio underarter med följande utbredning:
- pelios-gruppen
  - Turdus pelios chiguancoides – Senegal till Gambia, Guinea, Sierra Leone, Liberia och norra Ghana
  - Turdus pelios saturatus – västra Ghana till Kamerun, västra Kongo-Brazzaville och Gabon
  - Turdus pelios pelios – östra Kamerun till södra Tchad, södra Sudan, Sydsudan (förutom längst i söder), Eritrea samt norra och centrala Etiopien
  - Turdus pelios adamauae – Adamawaplatån i norra Kamerun
  - Turdus pelios centralis – södra Centralafrikanska republiken och östra Republiken Kongo till norra Demokratiska republiken Kongo, södra Sydsudan, södra Etiopien, Uganda, västra Kenya och nordvästra Tanzania
  - Turdus pelios bocagei – höglänta områden från Benguela i västra Angola till västra Demokratiska republiken Kongo
- nigrilorum/poensis-gruppen
  - Turdus pelios nigrilorum – höglänta områden vid berget Kamerun i landet Kamerun
  - Turdus pelios poensis – ön Bioko i Guineabukten
- graueri/stormsi-gruppen
  - Turdus pelios graueri – östligaste Demokratiska republiken Kongo till Rwanda, Burundi och västra Tanzania
  - Turdus pelios stormsi – nordöstra Angola, Katanga i sydöstra Demokratiska republiken Kongo och nordvästra Zambia

Underarten adamauae inkluderas ofta i nominatformen.

## Levnadssätt
Aftontrasten hittas i en rad olika miljöer, allt ifrån skogsbryn och skogslandskap till trädgårdar och jordbruksmarker. I områden där den inte överlappar med abessintrast återfinns den även i bergsskogar.

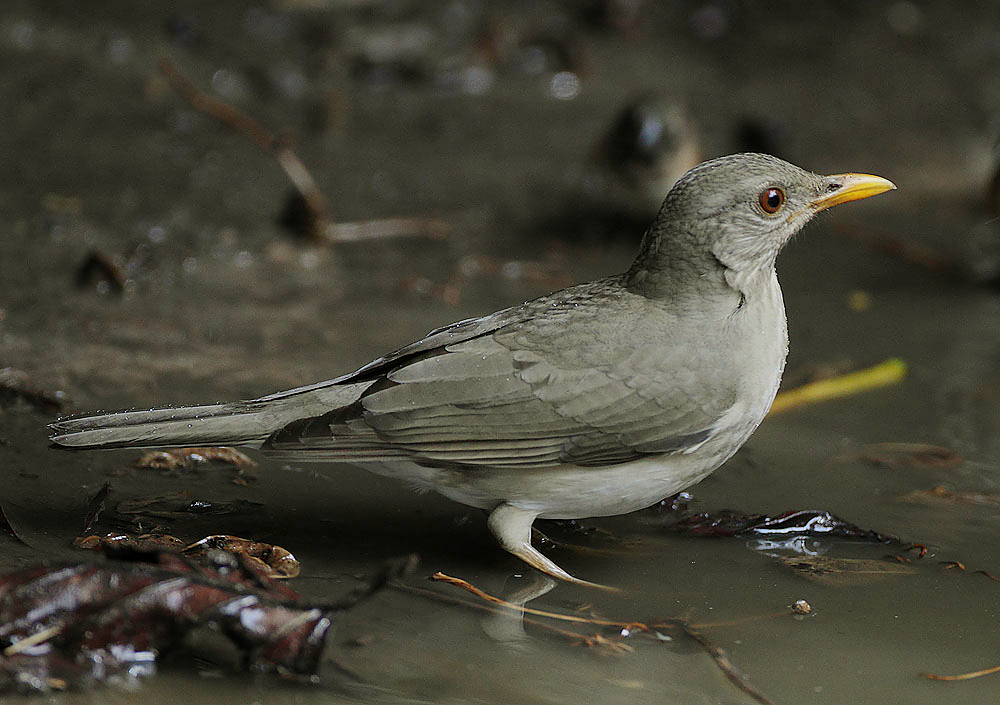
En adult aftontrast dricker ur en vattenpöl i Gambia.

## Status
Arten har ett stort utbredningsområde och internationella naturvårdsunionen IUCN kategoriserar arten som livskraftig. Beståndsutvecklingen är dock oklar.